# Paolo Milan
Paolo Milan (Padova, 20 febbraio 1941 – ...) è stato un arbitro di calcio italiano.

## Carriera
Ha frequentato il corso arbitri nel 1962, esordendo l'anno seguente in 3ª Categoria, in sei stagioni vi ha diretto 198 incontri. Per la sezione trevigiana nel 1969 a disposizione della Commissione Arbitri Interregionale ha iniziato a dirigere in Serie D, lo ha fatto per quattro stagioni. Nel 1972 passa alla C.A.S.P. che è la Commissione Arbitri Semiprofessionisti arbitrando in Serie C, ma nel giro di una stagione è chiamato a dirigere per la C.A.N., che è la Commissione Arbitri Nazionale, in Serie B, l'esordio nel torneo cadetto avviene a Taranto il 2 giugno 1974 nell'incontro Taranto-Catania (3-1). per otto stagioni dirige in Serie B con 68 gettoni di direzioni, il 14 settembre 1980 dirige il primo incontro nella storia del Milan in Serie B a San Siro, si tratta di Milan-Bari (1-0). In Serie A vi arriva nel 1977 dopo alcuni mesi di inattività, causati dalla rottura del tendine di Achille, dirigendo per la prima volta nella massima serie a Perugia il 15 maggio l'incontro Perugia-Napoli (4-2). In Serie A dirige 25 partite in cinque stagioni, l'ultima di queste è stata Catanzaro-Cagliari (1-0) del 21 marzo 1982. In Coppa Italia in otto stagioni dirige 15 incontri.